# Free Software Foundation
Free Software Foundation er organisationen bag GNU-projektet og begrebet fri software (på engelsk free software).
Free Software Foundation blev oprettet i 1985 af Richard M. Stallman.

## Ekstern henvisning/kilde
- Free Software Foundation Arkiveret 15. januar 2010 hos  Wayback Machine